# دراگوتین ورجوکا
دراگوتین ورجوکا (کرواتی: Dragutin Vrđuka; ۳ آوریل ۱۸۹۵ – ۲۳ ژانویهٔ ۱۹۴۸) بازیکن فوتبال اهل یوگسلاوی بود.
از باشگاه‌هایی که در آن بازی کرده‌است می‌توان به باشگاه فوتبال گراجانسکی زاگرب اشاره کرد.
وی همچنین در تیم ملی فوتبال یوگسلاوی بازی کرده‌است.